# Ramphotyphlops exocoeti
Ramphotyphlops exocoeti là một loài rắn trong họ Typhlopidae. Loài này được Boulenger mô tả khoa học đầu tiên năm 1887.